# 坂東玉三郎 (第五代)
第五代坂東玉三郎（日语：／ Godaime Bandō Tamasaburō，1950年4月25日—），是日本歌舞伎藝術大師，日本現役女形最具代表性人物，同時也是演員、電影導演。本名守田 伸一。舊姓為榆原，屋號大和屋。

## 生平
坂東玉三郎生於東京，榆原家最小的兒子。昭和三十二年十二月襲名坂東喜之字，於東橫表演廳（東横ホール）初次登上舞台。昭和三十九年六月被已故十四代目守田勘弥收為藝養子，並於歌舞伎座襲名五代目坂東玉三郎，演出《心中刃乃冰之朔日》（心中刃は氷の朔日）。之後陸續演出三島由紀夫的新歌舞伎《椿說弓張月》的白縫姬，以及鶴屋南北的《櫻姬東文章》中的櫻姬，《櫻姬東文章》當中與片岡孝夫共同演出博得廣大注目，導致當時出現了「孝玉配」（孝玉コンビ）的稱號。
坂東玉三郎曾經受到紐約大都會歌劇院的邀請，於紐約舉辦鷺娘公演深受好評。除了歌舞伎表演之外也與多位世界級藝術家安德烈·華依達（Andrzej Wajda）、馬友友等合作完成許多作品。同時也參加現代劇的演出如天守物語、日本橋、娜塔莎（ナスターシャ）等，並擔任電影導演執導《外科室》、《夢之女》、《天守物語》。1990年起20年致力於協助百年小劇場八千代座的保存，每年十一月於熊本縣八千代座舉行公演並且持續至今。並且擔任《鼓童》《打男》等的藝術指導。1992年11月1日曾赴中華民國國家劇院演出鷺娘、楊貴妃。後來投注心力於世界遺產昆曲《杜麗娘》的演出，曾於上海、北京、東京、香港等地舉行《杜麗娘》公演引起轟動，在中日文化交流上有很大的貢獻。
五代坂東玉三郎非出身於梨園世家，小時候罹患小兒痲痺，為了復健從小學習日本傳統舞踊。坂東玉三郎跨越歌舞伎傳統門閥的藩籬到達今日日本歌舞伎第一女形的地位。坂東玉三郎除了演戲之外興趣是潛水。

## 榮譽
2011年六月獲得京都獎思想、藝術部門獎，2019年獲得高松宮殿下紀念世界文化獎劇場／電影獎項。